# Petru Iosub
Petru Iosub (født 16. juni 1961 i Fălticeni, Rumænien) er en rumænsk tidligere roer og olympisk guldvinder.
Iosub vandt (sammen med Valer Toma) guld i toer uden styrmand ved OL 1984 i Los Angeles. Rumænerne sikrede sig guldet efter en finale, hvor spanierne Fernando Climent og Luis María Lasúrtegui fik sølv, mens Hans Magnus Grepperud og Sverre Løken fra Norge tog bronzemedaljerne. Han deltog også ved OL 1980 i Moskva, hvor han var en del af den rumænske firer uden styrmand, der endte på 5. pladsen.
Iosub vandt desuden én VM-medalje, en bronzemedalje i firer uden styrmand ved VM 1982 i Luzern.

## OL-medaljer
- 1984:  Guld i toer uden styrmand